# 刺尾角水蚤
刺尾角水蚤（学名：Pontella spinicauda）为角水蚤科角水蚤屬下的一个种。